# Wereldkampioenschappen bridge 2011
De wereldkampioenschappen bridge 2011 voor viertallen vonden plaats van 15 tot en met 29 oktober 2011 in hotel en congrescentrum Koningshof in het Brabantse Veldhoven. Er werd gestreden om de 40e wereldtitel voor open teams (de Bermuda Bowl), de 18e wereldtitel voor vrouwenteams (de Venice Cup) en de 6e wereldtitel voor seniorenteams (de D'Orsi Senior Bowl). Daarnaast was er in de tweede week een toernooi met open inschrijving waar onder meer tientallen Nederlandse teams aan meededen, net als veel teams die reeds waren afgevallen of zich überhaupt niet geplaatst hadden voor de drie hoofdtoernooien. Dit side-event heet de Transnational Open Team.
Na twee weken bridgen won het Nederlands team, bestaande uit de paren Sjoert Brink/Bas Drijver, Bauke Muller/Simon de Wijs en Ricco van Prooijen/Louk Verhees Jr. de Bermuda Bowl en daarmee het meest prestigieuze wereldkampioenschap. De vrouwen van Frankrijk wonnen de Venice Cup, de senioren van Frankrijk de D'Orsi Senior Bowl en het jeugdteam van Israel won de Transnational.

## Bermuda Bowl
22 teams uit acht verschillende continentale toernooien deden mee aan het open kampioenschap. Eerst werd een Round Robin gespeeld waarin elk team het één keer tegen de andere teams opnam. Na 21 wedstrijden gingen de beste acht teams verder naar de kwartfinales, waarin de winnaar van de Round Robin als eerste een tegenstander kon kiezen uit de teams die op de plaatsen 5 tot en met 8 waren gefinisht. Ook mocht dat team, nadat alle kwartfinales bekend waren, kiezen uit welke kwartfinale de tegenstander in de halve finale zou komen. Een deel van het verschil van de onderlinge wedstrijd in de Round Robin, werd meegenomen als zogeheten carry-over.

### Round Robin
| Rang | Team               | Punten |
| ---- | ------------------ | ------ |
| 1    | Italië             | 409    |
| 2    | Nederland          | 390    |
| 3    | Verenigde Staten 2 | 372    |
| 4    | Israël             | 355,33 |
| 5    | Verenigde Staten 1 | 340,5  |
| 6    | Zweden             | 335    |
| 7    | China              | 334,5  |
| 8    | IJsland            | 333,5  |
| 9    | Japan              | 328    |
| 10   | Nieuw-Zeeland      | 324    |
| 11   | Australië          | 320    |
| 12   | Bulgarije          | 318,5  |
| 13   | Egypte             | 314,67 |
| 14   | Polen              | 313    |
| 15   | Zuid-Afrika        | 302    |
| 16   | Brazilië           | 300    |
| 17   | India              | 286    |
| 18   | Chili              | 265    |
| 19   | Canada             | 247    |
| 20   | Singapore          | 230    |
| 21   | Pakistan           | 226    |
| 22   | Guadeloupe         | 224    |

### Kwartfinale
| Team               | Score       | Team    |
| ------------------ | ----------- | ------- |
| Italië             | 205 - 178,3 | China   |
| Nederland          | 233 - 142   | IJsland |
| Verenigde Staten 2 | 213 - 171,3 | Zweden  |
| Verenigde Staten 1 | 221 - 98*   | Israël  |

Het team van Israël gaf na vijf van de zes zittingen op.

### Halve finale
| Team               | Score       | Team               |
| ------------------ | ----------- | ------------------ |
| Nederland          | 199,3 - 170 | Italië             |
| Verenigde Staten 2 | 217 - 157   | Verenigde Staten 1 |

USA 1 en USA 2 werden aan elkaar gekoppeld.

### Derde plaats
| Team   | Score    | Team               |
| ------ | -------- | ------------------ |
| Italië | 167 - 69 | Verenigde Staten 1 |

### Finale
| Team      | Score     | Team               |
| --------- | --------- | ------------------ |
| Nederland | 300 - 255 | Verenigde Staten 2 |

## Venice Cup
22 teams uit acht verschillende continentale toernooien deden mee aan het vrouwenkampioenschap. Eerst werd een Round Robin gespeeld waarin elk team het één keer tegen elkaar opnam. Na 21 wedstrijden gingen de beste acht teams verder naar de kwartfinales, waarin de winnaar van de Round Robin als eerste een tegenstander kon kiezen uit de teams die op de plaatsen 5 tot en met 8 waren gefinisht. Ook mocht dat team, nadat alle kwartfinales bekend waren, kiezen uit welke kwartfinale de tegenstander in de halve finale zou komen. Een deel van het verschil van de onderlinge wedstrijd in de Round Robin, werd meegenomen als zogeheten carry-over.

### Round Robin
| Rang | Team               | Punten |
| ---- | ------------------ | ------ |
| 1    | Verenigde Staten 2 | 391    |
| 2    | Verenigde Staten 1 | 389    |
| 3    | Engeland           | 384    |
| 4    | China              | 368    |
| 5    | Zweden 1           | 365    |
| 6    | Indonesië          | 357    |
| 7    | Nederland          | 355    |
| 8    | Frankrijk          | 352    |
| 9    | Duitsland          | 345    |
| 10   | Canada             | 338    |
| 11   | Polen              | 330    |
| 12   | Italië             | 323    |
| 13   | Brazilië           | 313    |
| 14   | Japan              | 312    |
| 15   | Nieuw-Zeeland      | 309    |
| 16   | India              | 275    |
| 17   | Australië          | 252    |
| 18   | Egypte             | 232    |
| 19   | Marokko            | 230    |
| 20   | Jordanië           | 227    |
| 21   | Venezuela          | 211,5  |
| 22   | Trinidad en Tobago | 195    |

### Kwartfinale
| Team      | Score       | Team               |
| --------- | ----------- | ------------------ |
| Indonesië | 238 - 205   | Verenigde Staten 2 |
| Nederland | 200 - 172   | Verenigde Staten 1 |
| Engeland  | 226 - 168   | Zweden             |
| Frankrijk | 205,7 - 197 | China              |

### Halve finale
| Team      | Score       | Team      |
| --------- | ----------- | --------- |
| Indonesië | 185 - 177,5 | Engeland  |
| Frankrijk | 162 - 141,5 | Nederland |

### Derde plaats
| Team      | Score    | Team     |
| --------- | -------- | -------- |
| Nederland | 109 - 91 | Engeland |

### Finale
| Team      | Score        | Team      |
| --------- | ------------ | --------- |
| Frankrijk | 196,3 - 109* | Indonesië |

Het team van Indonesië gaf na vijf van de zes zittingen op.

## D'Orsi Senior Bowl
22 teams uit acht verschillende continentale toernooien deden mee aan het seniorenkampioenschap. Eerst werd een Round Robin gespeeld waarin elk team het één keer tegen elkaar opnam. Na 21 wedstrijden gingen de beste acht teams verder naar de kwartfinales, waarin de winnaar van de Round Robin als eerste een tegenstander kon kiezen uit de teams die op de plaatsen 5 tot en met 8 waren gefinisht. Ook mocht dat team, nadat alle kwartfinales bekend waren, kiezen uit welke kwartfinale de tegenstander in de halve finale zou komen. Een deel van het verschil van de onderlinge wedstrijd in de Round Robin, werd meegenomen als zogeheten carry-over.

### Round Robin
| Rang | Team               | Punten |
| ---- | ------------------ | ------ |
| 1    | Frankrijk          | 383    |
| 2    | Polen              | 382    |
| 3    | Verenigde Staten 2 | 370    |
| 4    | Denemarken         | 368,5  |
| 5    | Verenigde Staten 1 | 360    |
| 6    | Australië          | 351    |
| 6    | Indonesië          | 351    |
| 8    | Duitsland          | 342    |
| 9    | India              | 341    |
| 10   | Hongkong           | 334,5  |
| 11   | Canada             | 321    |
| 12   | Italië             | 317    |
| 13   | Nederland          | 297    |
| 14   | Argentinië         | 294    |
| 15   | Bulgarije          | 292    |
| 16   | Guadeloupe         | 286    |
| 17   | Japan              | 285    |
| 18   | Egypte             | 284    |
| 19   | Brazilië           | 237,5  |
| 20   | Pakistan           | 235    |
| 21   | Nieuw-Zeeland      | 228    |
| 22   | Réunion            | 211    |

### Kwartfinale
| Team               | Score       | Team       |
| ------------------ | ----------- | ---------- |
| Frankrijk          | 230 - 167   | Duitsland  |
| Polen              | 269 - 142   | Australië  |
| Verenigde Staten 2 | 229,5 - 181 | Zweden     |
| Verenigde Staten 1 | 242 - 220,5 | Denemarken |

### Halve finale
| Team               | Score       | Team               |
| ------------------ | ----------- | ------------------ |
| Frankrijk          | 197 - 196,7 | Polen              |
| Verenigde Staten 2 | 176,5 - 95  | Verenigde Staten 1 |

USA 1 en USA 2 werden aan elkaar gekoppeld.

### Derde plaats
| Team  | Score    | Team               |
| ----- | -------- | ------------------ |
| Polen | 118 - 36 | Verenigde Staten 1 |

### Finale
| Team      | Score       | Team               |
| --------- | ----------- | ------------------ |
| Frankrijk | 165 - 160,3 | Verenigde Staten 2 |

## Transnational
Maar liefst 151 teams uit tientallen verschillende landen deden mee aan dit zeer prestigieuze side-event. Eerst werden er 15 rondes gespeeld volgens het Zwitsers systeem waarna de beste 16 teams verdergingen naar de achtste finales.

### Achtste finale
| Team           | Score   | Team             |
| -------------- | ------- | ---------------- |
| China Open     | 83 - 39 | Piedra           |
| Parimatch      | 51 - 1  | Consus Oil       |
| Teramoto       | 82 - 43 | Pigot            |
| Angelini       | 70 - 22 | Het Witte Huis 2 |
| Gordon         | 37 - 32 | Blund            |
| Oz Open        | 68 - 41 | Het Witte Huis 1 |
| 't Onstein     | 55 - 37 | Mahaffey         |
| Israel Juniors | 72 - 28 | Smirnov          |

### Kwartfinale
| Team           | Score    | Team       |
| -------------- | -------- | ---------- |
| Israel Juniors | 114 - 57 | China Open |
| Parimatch      | 105 - 48 | 't Onstein |
| Oz Open        | 94 - 69  | Teramoto   |
| Gordon         | 72 - 39  | Angelini   |

### Halve finale
| Team           | Score   | Team      |
| -------------- | ------- | --------- |
| Israel Juniors | 65 - 58 | Gordon    |
| Oz Open        | 66 - 60 | Parimatch |

Er was geen play-off voor de derde plaats.

### Finale
| Team           | Score     | Team    |
| -------------- | --------- | ------- |
| Israel Juniors | 132 - 105 | Oz Open |